# Antonio Parreño
Antonio Parreño Bernal (Elche, Alicante, 26 de septiembre de 1973) es un periodista y presentador español.

## Trayectoria
Licenciado en Ciencias de la Información en Periodismo por la Facultad de Ciencias de la Información (Universidad Complutense de Madrid) y en Derecho por la UNED, y máster en Radio de RNE-Universidad Complutense de Madrid, fue estudiante Erasmus en La Sorbona-París IV. Siempre vinculado a los servicios informativos, su recorrido profesional se inicia en la radio. Trabajó como corresponsal freelance en París para la COPE, posteriormente en la Cadena SER en Madrid y entre 1998 y 1999 en Radio Nacional de España, como redactor y editor de Radio 5.
En enero de 2000 se incorporó a Televisión Española, pasando por el Canal 24 horas y por la presentación de Telediario Matinal (2000-2004) y el Telediario 3 (2004-2005), o haciendo suplencias en el Telediario Fin de semana en verano de 2005.
Desde noviembre de 2005 hasta julio de 2010 fue enviado especial del Área de Internacional de los Informativos de Televisión Española, lo que le permitió cubrir en 2005 la crisis en la frontera de Melilla con Marruecos, y realizó varios reportajes sobre el fenómeno migratorio en el Sahara Occidental, Senegal, Malí y Costa de Marfil; el despliegue de las tropas españolas en el Líbano en 2006; el asesinato de Benazir Bhutto en 2007; las elecciones presidenciales de Estados Unidos de 2008; el conflicto de la Franja de Gaza de 2008-2009; la retirada de las tropas de Estados Unidos en 2009 o el terremoto de Haití de 2010. En el Área de Internacional también cubrió las elecciones presidenciales de Francia, Turquía y Pakistán. Presentó también el programa El mundo en 24 horas.
Entre julio de 2010 y diciembre de 2012 fue corresponsal de los Informativos de Televisión Española en Rabat, cubriendo toda la información del área del Magreb y África subsahariana. En ese periodo cubrió la crisis del campamento saharaui cerca de El Aaiún, el inicio de la Primavera Árabe en Túnez o el conflicto de Libia y la muerte de Gadafi. También viajó a Burkina Faso por la liberación de los cooperantes españoles secuestrados por Al Qaeda en el Magreb en los campamentos saharauis de Tinduf.
De enero de 2013 a febrero de 2014 fue redactor del Área de Economía de los Informativos de Televisión Española, cubriendo las informaciones referidas al sector del automóvil y mundo del motor.
Estando en esta área, también cubrió la crisis del rescate europeo de Chipre en 2013.
De febrero de 2014 a agosto de 2018 fue editor adjunto del Telediario 1, coordinando el Área de Sociedad e Internacional.
Entre septiembre y octubre de 2018 fue redactor del programa Europa 2018 en el Canal 24 horas. Posteriormente, fue editor de La mañana en 24 horas. Desde septiembre de 2021 es editor de Diario 24 en el Canal 24 horas.
Es profesor del máster de periodismo en el RTVE Instituto. En abril de 2010, recibió el premio Rey de España de Periodismo en la categoría de televisión por su reportaje Ellacuría, crimen sin castigo, rodado en El Salvador para el programa En portada.